# Слива, Сергей Семёнович
Сергей Семёнович Сли́ва (22 августа 1940, Московская область — 6 января 2014, Таганрог) — конструктор и один из организаторов первого в РФ промышленного производства стабилоплатформ. Автор более 15 патентов и 50 публикаций по теме стабилометрии. 